# Pesciarichthys punctatus
Pesciarichthys punctatus è un pesce osseo estinto, appartenente ai perciformi. Visse nell'Eocene medio (circa 49 milioni di anni fa) e i suoi resti fossili sono stati ritrovati in Italia, nel famoso giacimento di Bolca.

## Descrizione
Questo pesce poteva superare i 20 centimetri di lunghezza, e somigliava notevolmente ai pesci chirurgo attuali del genere Acanthurus. Pesciarichthys possedeva un corpo di forma allungata e ovale, con una testa relativamente piccola, dotata di una bocca piccola e denti minuti e leggermente lobati. Erano presenti cinque raggi branchiostegali, mentre le spine emali delle prime due vertebre caudali erano particolarmente ampie a causa della presenza di flange posteriori particolarmente prominenti, orientate sia verticalmente sia in avanti. La decima vertebra caudale era dotata di spine neurali ed emali corte e larghe. La pinna dorsale allungata era dotata di otto spine e di 30-33 raggi molli. La prima spina della pinna dorsale era corta e a forma di cappuccio, e non si protendeva all'indietro. La pinna anale era dotata di tre spine e di 29 raggi molli. L'osso pelvico era dotato di una carena subpelvica moderatamente profonda. La pinna caudale era troncata, con 16 raggi principali. Le scaglie erano molto piccole e molto ravvicinate su gran parte del corpo, della testa e dei raggi delle pinne. Ogni scaglia consisteva in una piccola piastra dotata di piccolissime spine dritte. Numerose scaglie più grandi e arrotondate erano sparse nella metà posteriore del corpo. Il peduncolo caudale era dotato di tre scudi ossei fissi, grandi e carenati.

## Classificazione
Pesciarichthys era un rappresentante degli acanturidi, una famiglia di pesci perciformi attualmente rappresentata da numerose specie note come pesci chirurgo. In particolare, Pesciarichthys era uno stretto parente del genere attuale Acanthurus, nella sottofamiglia Acanthurinae. 
Pesciarichthys punctatus venne descritto per la prima volta da Blot e Tyler nel 1990, sulla base di resti fossili ritrovati nella famosa Pesciara di Bolca, in provincia di Verona. Un'altra specie attribuita a questo genere, P. baldwinae, descritta da Sorbini e Tyler nel 1998, è stata in seguito considerata appartenere a un genere a sé stante, Frigosorbinia (Bannikov e Tyler, 2012).